# Prosopofrontina shanxiensis
Prosopofrontina shanxiensis är en tvåvingeart som beskrevs av Chao och Liu 1985. Prosopofrontina shanxiensis ingår i släktet Prosopofrontina och familjen parasitflugor. Inga underarter finns listade i Catalogue of Life.